# 영태 (후한)
영태(榮邰, ? ~ ?) 또는 영합(榮郃)은 후한 말기의 관료이다.

## 행적
흥평 2년(195년), 정권을 잡고 있었던 이각과 곽사의 사이에서 내분이 일어났다. 헌제를 자신의 군영으로 데려온 이각은 궁궐을 불태우고 노략질을 일삼았다. 대홍려 영태는 사공 장희·태위 양표 등 10여 명의 대신들과 함께 곽사에게 사자로 파견되어 화해를 도모하였으나, 도리어 곽사에게 붙잡혀 인질이 되었다.
건안 4년(199년), 헌제는 상서복야(尙書僕射)를 좌·우로 분할하였다. 집금오 영태는 상서좌복야(尙書左僕射)로 전임되었고, 상서우복야(尙書右僕射)는 위진이 임명되었다.

## 출전
- 원굉, 《후한기》 권28 효헌황제기
- 심약, 《송서》 권39 지제29 백관 上
- 방현령, 《진서》 권24 지제14 직관

| 전임 주환 | 후한의 대홍려 (195년 당시) | 후임 한숭 |

| 전임 복완 | 후한의 집금오 ? ~ 199년 | 후임 가후 |